# ویژه‌نامه خاتون

جلد ویژه‌نامه خاتون

در پی انتشار ویژه نامه ۲۵۸ صفحه‌ای روزنامه ایران به نام "ویژه‌نامه خاتون ۱" در مرداد ماه ۱۳۹۰، عده‌ای از مردم، دست‌اندرکاران این ویژه‌نامه را متهم به زیر سؤال بردن “چادر سیاه" کردند که در جمهوری اسلامی ایران، از آن به عنوان «حجاب اسلامی برتر» یاد می‌شود.
خبرسازترین مطلب منتشر شده در این ویژه نامه، مصاحبه مهدی کلهر بود که رنگ سیاه چادر را تقلیدی از لباس مشکی مردان و زنان غربی در «مجلس‌های شبانه عیاشی اروپا» در زمان ناصرالدین شاه دانسته و گفت: “از لحاظ فلسفه حجاب که در قرآن آمده که زن خودش را در مقابل تیر نگاه هیز مردان قرار ندهد، قطعاً چادر مشکی بدترین پوشش است چون چهره زن را قاب می‌کند. ”

## موضع‌گیری‌ها علیه ویژه نامه خاتون

### سایت‌های اصولگرا
سایت «جهان‌نیوز» نوشت در این ویژه‌نامه «تمسخر و توهین بی‌سابقه به عفاف و حجاب» شده و «پوشش اسلامی زنان و چادر مشکی مورد بی‌پرواترین اهانت‌ها قرار» گرفته‌است.
به نوشته این سایت محافظه‌کار، در ویژه‌نامه «خاتون ۱» چادر مشکی «نامتناسب با ویژگی زنان و دختران ایرانی و تحمیل شده ناصرالدین‌شاه قاجار» معرفی شده‌است.
«جهان‌نیوز» نوشت که مهدی کلهر مشاور سابق احمدی‌نژاد در این ویژه‌نامه «رنگ مشکی چادر را متکبرانه و نتیجه تحمیل شاهان قاجار به زنان و دختران ایرانی دانسته که از مجالس عیاشی شبانه در اروپا بیرون آمده‌است.»
کلهر گفته‌است: «از لحاظ فلسفه حجاب، قطعاً چادر بدترین پوشش است چون چهره زن را قاب می‌کند.»
به نوشته «جهان‌نیوز» روزنامه ایران از قول کلهر قانون حجاب و عفاف را با «یاسای چنگیز» مقایسه کرده و طرح امنیت اخلاقی و گشت ارشاد را هدف حمله قرار داده‌است.
سایت «فردانیوز» هم با انتقاد از گفته‌های کلهر، به یک مطلب دیگر این ویژه‌نامه با عنوان «روایتی از هفت هزار سال نجابت و شیدایی» اعتراض کرده‌است.
«فردانیوز» نوشته که در این مطلب «به‌طور مستقیم و با لحنی تمسخرآمیز به طرح افزایش امنیت اخلاقی و گشت ارشاد حمله شده‌است.»
سایت «رجانیوز» هم نوشته که در این ویژه‌نامه مطالب «ساختارشکنانه‌ای در مورد مسئله حجاب و پوشش زنان ایرانی بیان شده‌است که عجیب‌ترین این ادعاها، توهین مستقیم به حجاب برتر یعنی چادر است.»

### مصطفی پورمحمدی
مصطفی پورمحمدی، رئیس سازمان بازرسی کل کشور، در جمع مدیران و کارکنان سازمان بازرسی کل کشور با اشاره به اینکه هرچند وقت یک بار در جامعه و کشور موجی راجع به رفتار اجتماعی افراد به خصوص در مباحث شرعی، عفاف و حجاب ایجاد می‌شود، گفت: «حجاب میدان اصلی فرهنگ ماست… غرب نیز به این خاطر بحث حجاب را نشانه گرفته چون حجاب تعارض و تقابل اصلی فرهنگ ما با غرب است. پس حجاب و عفاف اهمیت بسیار دارد و نمی‌توان آن را خفیف شمرد… هر کسی در این حوزه‌ها وارد شد، و به عنوان مثال بحث رنگ چادر یا مدل آن را مطرح کرد و گفت چرا باید رنگ چادر مشکی باشد نتیجه‌ای جز کمرنگ کردن حجاب نگرفت.»

### محمد رضا باهنر
محمد رضا باهنر نیز دربارهٔ ویژه نامه خاتون و جریان انحرافی گقت: «حسینی وزارت فرهنگ و ارشاد اسلامی به من گفت مقامات بالا می‌گویند تو چه کار به این کارا دارید. البته چنین پاسخی از سوی یک وزیر جمهوری اسلامی زیبنده نیست و این پاسخ را پاسخ قانونی نمی‌دانیم اما به صورت درد دل به من گفت از من کاری برنمی‌آید و مقامات بالا اصرار دارند که یک حرف جدید زده شود بد نیست ببینیم چی می‌شود. حزب‌الله و نیروهای اصولگرا توقع دارند شخص رئیس‌جمهور از جریان انحرافی حمایت نکند. البته حضور رحیم‌مشایی در رسانه‌ها کمرنگ شده‌است اما اختیار وی در نهاد رئیس‌جمهور تا آنجا که شنیدیم کم نشده‌است.»

### غلامحسین محسنی اژه‌ای
غلامحسین محسنی اژه‌ای در مورد وضعیت کنونی روزنامه ایران هم گفته‌است: «اگر کسی بر خلاف مقررات و موازین حرکت کرده و توهین و بی‌احترامی کند، اگر شکایتی از شخص حقیقی یا حقوقی صورت بگیرد، با فرض شکایت، آن را تعقیب خواهیم کرد.»
وی یادآور شده که طبق قانون مطبوعات «اگر مطالبی در نشریه‌ای درج شود که موجب اختلاف بین طبقات مردم و برانگیختن احساسات مذهبی و جریحه دار شدن احساسات و توهین به موازین اسلامی شود، مجازاتی برای صاحب نشریه متخلف در نظر گرفته شده‌است.» وی از امکان مجازات نویسنده مطالب «خلاف قانون» نیز سخن گفته‌است.
به گفته وی با توجه به «اصلاحاتی که در قانون مطبوعات صورت گرفت» بر خلاف روال سابق «علاوه بر مدیر مسئول، نویسنده مطالبی که در ارتکاب جرم دخالت داشته، قابل تعقیب است.»

### حائری شیرازی
حائری شیرازی نیز با انتشار بیانیهای در سایت شخصی خود گقت: چادر حجاب برتر است، چه چادر نماز، چه چادر کوچهای، هر دو اصطلاحی است که بین خانم‌ها کاربرد دارد. علت برتری چادر، سنتی و ملی بودن آن است. کت و شلوار آقایان کجا و چادر خانم‌ها کجا."
حائری مدعی شد «مبارزه با بی‌حجابی، مثل قطع دست دزد، یک امر واجب است. وقتی معروفیت بیشتر شد، مبارزه شدیدتر خواهد شد. در دوم خرداد و هر انتخابات مهمی یک نوع مبارزه غیر جامع و مانع با بی‌حجابی رسم شد و شد آنچه شد. مبارزه با بی‌حجابی پر کردن صندوق ضد اصولگرا و خالی کردن صندوق اصولگراها، سابقه متعدد و تاریخی دارد. باید حواس اصولگراها جمع باشد.»

### مکارم شیرازی
مکارم شیرازی همچنین انتشار این ویژه نامه را دارای اهداف انتخاباتی دانسته و با ذکر اینکه "همه افرادی که اهل اطلاع هستند می‌دانند که این ویژه‌نامه برای این است که برخی افراد آراء یک گروه بی‌بندوبار را در انتخابات بدست آورند" با تهدید مسولان روزنامه دولت احمدی‌نژاد به برخورد حزب‌الله گفته بود:" این مقامات چه اهمیتی دارد؟ از خشم خداوند و امت حزب‌الله بترسید. برای به دست آوردن آراء بعضی از بی‌بندوبارها این‌گونه کارها را انجام می‌دهند و حجاب چادر را بدترین نوع حجاب می‌دانند. یقین داشته باشید که این ملتی که بیش از ۱۰۰ هزار شهید داده به شما اجازه نخواهند داد که احکام و ارزشهای دینی را زیر سؤال ببرید.
این درحالی بود که مقامات مذهبی و حکومتی جمهوری اسلامی، از جمله  آیت الله علی خامنه‌ای، چادر زنانه را «حجاب برتر» نام داده و استفاده از آن را نشانه تقوا و عفاف زنان دانسته‌اند.
علی‌اکبر جوانفکر در نامه‌ای به مکارم شیرازی نوشت: شاید حکم ارتداد و مرگ برایمان صادر شود، اما واهمه‌ای نداریم.

### عباس جعفری دولت‌آبادی
عباس جعفری دولت‌آبادی، دادستان تهران، روز شنبه، علیه سرپرست روزنامه ایران به اتهام جریحه دار نمودن عفت و اخلاق عمومی اعلام جرم کرده بود. علی اکبر جوانفکر، سرپرست روزنامه ایران تلویحاً دادستان تهران را هم گرفتار شتاب زدگی دانسته و گفته‌است: «این حجم بالا از مطالب متنوع و علمی و قوی، فرصت زیادی برای تحلیل می‌طلبد و نمی‌توان در عرض چند ساعت، حتی علیه آن اعلام جرم کرد».

### نمایندگان مجلس
همزمان ۱۹۲ نماینده مجلس با «ضد فرهنگی» توصیف کردن ویژه نامه روزنامه دولتی ایران دربارهٔ حجاب و چادر، خواستار برخورد قوه قضاییه با این نشریه شدند. این نمایندگان در بیانیه دیروز خود گفته‌اند که ویژه نامه روزنامه ایران «با نگاه لیبرالی به مسئله حجاب و عفاف، به درج مطالبی پرداخته که با فرهنگ اسلامی همخوانی ندارد.»
در بیانیه این نمایندگان از چادر به عنوان «یک نماد جهادی اسلامی» یاد و روزنامه دولتی ایران متهم شده که «با اهداف خاص انحرافی و با سوءاستفاده از بیت المال» به نشر مطالبی پرداخته‌است که «به هیچ وجه با روح انقلاب اسلامی سازگار نیست.»
۱۹۲ نماینده مجلس، «اظهارات غیر کارشناسانه و غیر منطقی و بدعت‌آمیز به مسئله حجاب» و «زیر سؤال بردن اقدامات قانونی نیروی انتظامی در طرح ارتقا سلامت اخلاقی» را از ایرادهای ویژه نامه خاتون دانسته و گفته‌اند که در این نشریه، «نوعی تسامح و تساهل فرهنگی و چراغ سبز به بدحجابی در فضای کشور» به چشم می‌خورد.
زهره الهیان، نماینده مردم تهران در مجلس شورای اسلامی وزیر فرهنگ و ارشاد اسلامی را به مجلس فراخواند تا در خصوص مطالب درج شده در ویژه نامه روزنامه دولتی ایران در زمینه حجاب توضیح دهد. قبل از آن وزیر ارشاد اعلام کرده بود در ارتباط با ویژه نامه خاتون در یک گفتگوی ویژه تلویزیونی حاضر و توضیحات مفصلی ارائه خواهد کرد؛ قولی که تاکنون عملی نشده‌است.

### بسیج
همچنین بسیج دانشجویی پنج دانشگاه تهران با صدور بیانیه‌ای خطاب به رئیس‌جمهور در خصوص این ویژه نامه «خواستار برخورد جدی با عاملان انتشار» آن و پاسخگویی به «دغدغه‌های دینی مردم» شدند. آن‌ها در این بیانیه ضمن تأکید بر این نکته که هم‌اکنون «صدای دشمن از اردوگاه خودی توسط بوق‌های گوناگون به گوش می‌رسد»، خطاب به محموداحمدی نژاد هشدار داده‌اند: «ما اعلام می‌داریم که بر سر آرمان‌های انقلاب با هیچ فرد، گروه، جناح و حزبی عقد اخوت نبسته‌ایم.» این پنج تشکل دانشجویی مدعی شده‌اند که این نامه را «به نمایندگی از جوانان غیرتمند این مرز و بوم» نوشته‌اند.

### سپاه پاسداران
رئیس اداره سیاسی سپاه پاسداران نیز در سرمقاله صبح صادق نوشت: «ویژه نامه خاتون در خارج از مجموعه روزنامه ایران و با هدایت عوامل اصلی جریان انحرافی تهیه و با پوشش روزنامه ایران» انتشار یافته‌است.
یداله جوانی با تأکید بر اینکه «ایجاد انحراف در افکار عمومی نسبت به ماهیت واقعی جریان انحرافی» هدف اصلی انتشار ویژه نامه خاتون بوده در ادامه این مقاله نوشت که « «خاتون» را باید یک طرح فریب تلقی کرد؛ طرح فریبی که در قالب ویژه نامه‌های دیگر قرار است تا آستانه انتخابات ادامه یافته و با ایجاد انحراف در افکار عمومی، وزن این جریان را با جلب آرای قشرها هدف افزایش دهد.»
رئیس اداره سیاسی سپاه اما در عین حال که خواستار «هوشیاری» و «پرهیز از ایجاد چالش و التهاب» از سوی حامیان آیت‌الله خامنه‌ای در برخورد با این ویژه نامه شده تصریح کرده‌است که «البته این سخن به معنای عدم تبیین یا ندادن پاسخ‌های مستدل، متین و منطقی به مباحث ابهام‌برانگیز خاتون نیست.»
ارگان سیاسی سپاه پاسداران در مطالب دیگری نیز به این موضوع پرداخته‌است. از جمله این نشریه در خبری مدعی شد که «لیدر جریان انحرافی در جلسه‌ای گفته ما برنده داستان خاتون بودیم. ما پیام خود را به قشر خاکستری منتقل کردیم.»
در این نشریه که تحت نظر نمایندگی علی خامنه‌ای در سپاه پاسداران منتشر می‌شود همچنین تأکید شده: «به نظر می‌رسد جریان انحرافی با علم به واکنش منفی مردم و مسئولان دلسوز نظام این ویژه نامه را منتشر کرده؛ اما اینکه هدفش از این «خودزنی» چه بوده را می‌توان این‌طور برداشت کرد که با این کار قصد جذب رای افراد بریده از نظام که تعداد بسیار معدودی هستند را برای انتخابات پیش رو دارند علاوه بر این با این اقدامات می‌خواهند واکنش شدید نیروهای انقلابی را علیه‌شان به همراه داشته باشند تا از این طریق به مظلوم نمایی بپردازند.»

### روزنامه‌ها

#### روزنامه کیهان
در واکنش نسبت به انتشار مطلب حجاب در ویژه نامه خاتون، روزنامه کیهان نیز ضمن حمله لفظی شدید به روزنامه ایران و اظهار این نظر که این ویژه نامه حاوی مطالب موهن نسبت به حجاب و عفاف و آموزه‌های اسلامی است، نوشت انتشار این ویژه نامه با موج گسترده‌ای از خشم توأم با اعتراض مردم و مجامع علمی و دینی روبرو شد و در همان حال، «استقبال همراه با ذوق زدگی دشمنان بیرونی و رسانه‌های وابسته به آن‌ها را در پی داشت.»
یاداشت روز کیهان که با عنوان «پادوهای اجاره‌ای» و به قلم حسین شریعتمداری، سرپرست و نماینده آیت‌الله خامنه‌ای در این روزنامه، منتشر شده، چاپ مطالب شماره مردادماه ویژه نامه خاتون را اقدامی عمدی از سوی «عوامل پشت پرده جریان انحرافی» دانسته و این نظر را مطرح کرده که ممکن است اقدام آنان با «ده‌ها پروژه استعماری با صرف هزینه‌های هنگفت و نجومی برای مقابله با عفاف و حجاب» و حتی اقداماتی در دوران نظام پادشاهی به‌خصوص فرمان کشف حجاب در زمان رضا شاه مرتبط بوده باشد.
حسین شریعتمداری ضمن اشاره به این موضوع که «جریان انحرافی در تشکیلات ریاست جمهوری نفوذ کرده»، از اینکه روزنامه ایران، که منابع مالی آن از بودجه عمومی تأمین می‌شود، به انتشار چنین مطالبی می‌پردازد انتقاد کرده و خواستار برخورد دستگاه قضایی با «این هنجارشکنی‌ها» شده‌است.

#### روزنامه جمهوری اسلامی
روزنامه جمهوری اسلامی نیز به تمسخر حدیث نبوی در ویژه نامه خاتون اعتراض کرد.

#### روزنامه لس آنجلس تایمز
روزنامه لس آنجلس تایمز نیز دربارهٔ خاتون نوشت: «گمان می‌رود که این حرکت تلاشی برای کسب حمایت طبقه متوسط ایران است. گفته می‌شود که دادستان تهران علیه این روزنامه اعلام جرم کرده‌است.»

## بازداشت جوانفکر و محکومیت به یک سال حبس
علی‌اکبر جوانفکر در تاریخ ۲۹ آبان ۱۳۹۰، به دلیل چاپ مطالب خلاف موازین اسلامی و توهین به حجاب اسلامی در ویژه نامه خاتون به ۶ ماه و انتشار تصاویر خلاف عفت عمومی به ۶ ماه دیگر و در مجموع به یک سال زندان و همچنین سه سال محرومیت از فعالیت‌های مطبوعاتی محکوم شد.
مأموران امنیتی دادستانی تهران در ۳۰ آبان ۱۳۹۰، به ساختمان موسسه مطبوعاتی ایران یورش برده و علی اکبر جوانفکر را بازداشت کردند. تلاش برای دستگیری وی با مقاومت برخی کارکنان روزنامه ایران روبرو شد و مصیب نعیمی مدیر مسئول روزنامه الوفاق و بیش از ۳۰ تن از خبرنگاران و کارکنان روزنامه ایران بازداشت شدند. عبدالرضا سلطانی، خبرنگار سیاسی ایرنا که جهت پوشش خبری در دفتر روزنامه ایران حضور پیدا کرده بود، مورد ضرب و شتم مأموران قرار گرفت و وضعیت وی وخیم گزارش شد. همه کیس‌ها و مدارک روزنامه ایران نیز توقیف شد.
عباس جعفری دولت‌آبادی، دادستان کل تهران، دربارهٔ بازداشت جوانفکر گفت: «در پی مصاحبه روز شنبه علی اکبر جوانفکر با یکی از روزنامه‌های کشور و طرح مسایل خلاف واقع و تنش آفرین، اطلاع حاصل شد که مشارٌ‌الیه قصد دارد روز دوشنبه هم با برگزاری نشستی مطبوعاتی این اظهارات را تکرار کند. حسب گزارش واصله متأسفانه علی‌رغم ادعای قانون گرایی، جوانفکر در قبال دستور قضایی و اقدام مأمورین مقاومت کرده و با تماس‌های تلفنی و حضور در جمع کارکنان مؤسسه موجب تحریک کارکنان وایجاد اخلال و بی نظمی در روند کاری روزنامه شد که پس از این حوادث حسب دستور دادستان، مأمورین محل را ترک کردند.»
جوانفکر نیز پس از این بازداشت گفت: «اقدامات این افراد، همکارانم در روزنامه ایران به شدت برآشفتند و نیروهای دادستانی در ساختمان گاز اشک‌آور انداختند و سعی در وارد شدن کردند، تعدادی از خبرنگاران روزنامه ایران را بازداشت کردند و با خود بردند و یکی از همکاران من را با شوک الکترونیکی زدند و اکنون وضعیت خوبی ندارد.»
با اعتراض محمود احمدی‌نژاد به این بازداشت، جوانفکر آزاد شد.
در تاریخ ششم مهر ۹۱ و هم‌زمان با آغاز سخنرانی محمود احمدی‌نژاد در سازمان ملل، علی اکبر جوانفکر برای طی دوران حبس شش‌ماهه خود توسط نیروهای قضایی بازداشت شد.